# But (Zawada)
But (dodatkowa nazwa w j. niem. Neuvorwerk) – przysiółek wsi Zawada w Polsce, położony w województwie opolskim, w powiecie prudnickim, w gminie Głogówek. Historycznie leży na Górnym Śląsku, na ziemi prudnickiej.
W latach 1975–1998 przysiółek administracyjnie należał do ówczesnego województwa opolskiego.
Według danych na 31 grudnia 2022 przysiółek był zamieszkany przez 48 osób.

## Nazwa
Do 1945 niemiecką nazwą miejscowości było Neuvorwerk. 1 października 1948 r. nadano miejscowości, wówczas administracyjnie związanej z Zawadą, polską nazwę But, a 15 grudnia 1949 zmieniono ją na Klików, jednak miejscowa ludność używała wyłącznie nazwy Bud. W opracowanej w 1971 przez Powiatowy Inspektorat Statystyczny w Prudniku Statystycznej charakterystyce miejscowości w gromadach powiatu prudnickiego, miejscowość została wymieniona pod nazwami Klików i Bud.
W sierpniu 2001 Rada Miejska Głogówka postanowiła formalnie zmienić nazwę miejscowości na Bud, jednak decyzja nie została urzędowo zaakceptowana przez MSWiA, ponieważ uznano, że miejscowa nazwa jest niezgodna z polską ortografią. Zamiast tego, w 2003 wprowadzono ponownie nazwę But.

## Historia

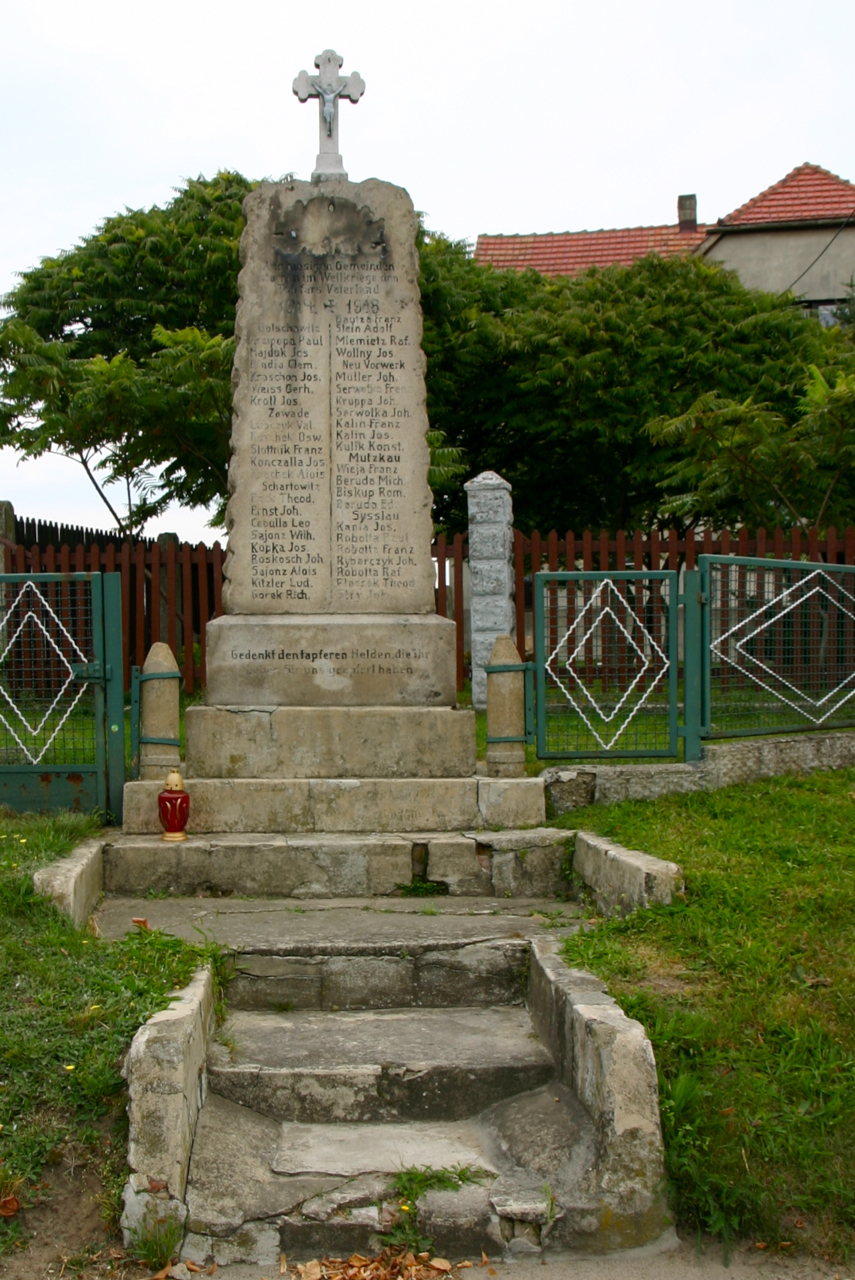
Pomnik poległych w I wojnie światowej w Golczowicach

W 1921 w zasięgu plebiscytu na Górnym Śląsku znalazła się tylko część powiatu prudnickiego. But znalazł się po stronie wschodniej, w obszarze objętym plebiscytem. W latach 20. XX wieku w Golczowicach powstał pomnik upamiętniający mieszkańców Golczowic, Zawady, Czartowic, Buta, Muckowa i Sysłowa, którzy zginęli podczas I wojny światowej.
Po II wojnie światowej, od marca do maja 1945 powiat prudnicki znajdował się pod kontrolą radzieckiej komendantury wojskowej. 11 maja 1945 polska administracja przejęła władzę cywilną w powiecie prudnickim. Mieszkańcom Buta, posługującym się dialektem śląskim bądź znającym język polski, pozwolono pozostać we wsi po otrzymaniu polskiego obywatelstwa.
W spisie gromad i miejscowości w powiecie prudnickim na dzień 1 stycznia 1953 wymieniono But jako przysiółek Zawady pod nazwą Bud. Według podziału administracyjnego województwa opolskiego na dzień 31 sierpnia 1964, But (Klików), jako przysiółek Zawady, należał do gromady Mochów. W 1966 w przysiółku mieszkały 94 osoby.
W 2013 w miejscowości mieszkało 39 osób.

## Mieszkańcy
Miejscowość zamieszkiwana jest przez mniejszość niemiecką oraz Ślązaków. Mieszkańcy przysiółka posługują się gwarą prudnicką, będącą odmianą dialektu śląskiego. Należą do podgrupy gwarowej nazywanej Klocołrzy.

## Transport
But posiada połączenia autobusowe z Głogówkiem. W miejscowości znajduje się jeden przystanek autobusowy.

## Religia
Katolicy z Buta należą do parafii św. Anny w Golczowicach (dekanat Głogówek).

## Bezpieczeństwo
Miejscowość jest pod opieką dzielnicowego rejonu służbowego nr 12 Komendy Powiatowej Policji w Prudniku (Komisariat Policji w Głogówku).
Teren miejscowości, jak i całej gminy Głogówek, położony jest w strefie nadgranicznej w związku z czym Straż Graniczna dysponuje, na tym obszarze, specjalnymi kompetencjami w zakresie bezpieczeństwa. Gminę Głogówek obejmuje zasięgiem służbowym placówka Straży Granicznej w Opolu ze Śląskiego Oddziału SG.